# St. Martin's Press
St. Martin's Press es una editorial de libros con sede en Manhattan,Nueva York, en el edificio Equitable. 

## Historia
Macmillan Publishers del Reino Unido fundó St. Martin's en 1952 y lo nombró en honor a la calle St Martin's Lane en Londres, donde tenía su sede Macmillan Publishers. St. Martin's adquirió Tor Books (ciencia ficción, fantasía y thrillers). En 1995, Macmillan se vendió al grupo editorial Holtzbrinck, propiedad de Verlagsgruppe Georg von Holtzbrinck, una empresa editorial de propiedad familiar con sede en Stuttgart, Alemania, que también es propietaria de editoriales como Farrar, Straus y Giroux (de ficción principalmente literaria) y Holt Publishers (no ficción literaria).
Alguno de los autores publicados por St. Martin incluyen, Jeffrey Archer, Steve Berry, Kristin Hannah, Louise Penny, Nora Roberts, Rainbow Rowell y Jocko Willink. También publica los libros de crucigramas del  New York Times . 
Su división de libros de texto, Bedford-St. Martin's, fue fundada en 1981. En 1984, St. Martin's se convirtió en la primera editorial importante de libros comerciales en publicar sus libros de tapa dura por medio de su filial de bolsillo, St. Martin's Mass Market Paperback Co., Inc.
El editor en jefe de St. Martin's Press es George Witte. Jennifer Enderlin fue nombrada editora en 2016.

## Sellos
Los sellos incluyen:
- St. Martin's Press
- St. Martin's Griffin (libros de bolsillo convencionales, que incluyen ficción y no ficción)
- Minotaur (misterio y thrillers);
- Castle Point Books (especialidad en no ficción)
- St. Martin's Essentials (estilo de vida)
- Wednesday Books (literatura juvenil)